# Сазонов, Фёдор Васильевич
Фёдор Васильевич Сазонов (1780, Воронеж—после 1839) — генерал-майор, участник Бородинского сражения.

## Биография
| Воинские звания | Воинские звания | Воинские звания              | Воинские звания |
| Дата            | Звание          | Примечание                   |                 |
| --------------- | --------------- | ---------------------------- | --------------- |
| 24.09.1802      | Поручик         |                              |                 |
| май 1806        | Штабс-капитан   |                              |                 |
|                 | Капитан         |                              |                 |
| 29.12.1809      | Полковник       |                              |                 |
| 06.03.1814      | Генерал-майор   | за отвагу в кампании 1812 г. |                 |

### Ранние годы
Фёдор Васильевич родился 30 июля 1780 года в городе Воронеже в дворянской семье.
В 1790 году поступил в Сухопутный шляхетский 1-й кадетский корпус.
После окончания в 1796 году был взят пажем к Высочайшему Двору, где и прослужил до 1802 года.
24 сентября 1802 года получил первый офицерский чин поручика и был направлен в лейб-гвардии Егерский полк, который в то время входил в состав батальона под командованием князя Багратиона.
15 мая 1803 года назначен батальонным адъютантом.

### Война третьей коалиции
19 мая 1805 года Сазонов переведен в строй, а в августе отправился в составе «Гвардейского отряда» в поход против Франции.
23 декабря (11 ноября) полк присоединился в Ольмюце к пятидесятитысячному корпусу М. И. Кутузова.
2 декабря (20 ноября) гвардия Ф. В. Сазонова вступила в тяжелый бой под Аустерлицем.
В Аустерлицком сражении гвардия была первоначально в резерве, но с движением 3-х русских колонн влево, с очищением Праценских высот и с занятием их французами, внезапно очутилась перед значительными массами французов, что вынудило Цесаревича занять гвардейскими егерями находившееся впереди селение Блазовиц, которое они упорно обороняли против двух французских дивизий.
Бывший первый раз в бою, поручик Сазонов подавал пример мужества и стойкости, но егеря были вытеснены превосходящими силами французов.
Сам Сазонов в бою был ранен в ногу навылет и был взят в плен.
За оказанное под Аустерлицем отличие Сазонов получил золотую саблю «за храбрость».

### Война четвёртой коалиции
В 1806 году при переформировании батальона в 2-x батальонный лейб-гвардии егерский полк произведен в штабс-капитаны по линии и назначен в 1-й батальон графа Сен-При, с которым в 1807 году выступил в поход в Восточную Пруссию.
24 мая Сазонов принял участие в нападении Бенигсена на корпус Нея.
Гвардейские егеря были двинуты Цесаревичем Константином Павловичем на подкрепление Дохтурова к м. Вормдиту, откуда последний направил батальон Сазонова прямо с фронта на засеки у с. Ломитена, за обладание которыми шел бой уже несколько часов. Поддержанный движением во фланг 2-го батальона, 1-й батальон егерей дружным ударом в штыки выбил французов из Ломитена. Бенигсен писал по этому случаю Государю:
гвардейские егеря действовали здесь столь отлично, что обратили на себя удивление всей армии.
В июне 1807 года в сражении при Гуттштадте Сазонов получил сильную контузию в левую ногу и вернулся в Петербург, не приняв дальнейшего участия в кампании.
По итогам кампании Сазонов награждён Орденом Святого Владимира 4-й степени с бантом.

### 1809 год
В мае 1809 года Сазонову, как отличному строевому офицеру, совместно с флигель-адъютантом Ставицким и Зассом Высочайше повелено формирование в Петербурге резервных батальонов финляндской армии, за что впоследствии награждён бриллиантовым перстнем.
Затем Сазонов вернулся в полк в г. Або.
29 декабря 1809 года Сазонов произведён в полковники.

### Русско-турецкая война (1806—1812)
27 марта 1810 Сазонова по личной просьбе перевели в действующую против Турции армию с назначением командиром 11-го егерского полка.
Не застав в Базарджике полка, ушедшего в Рущук, Сазонов, оставленный графом Каменским временно при главной квартире армии, назначается вслед за тем комендантом крепости Браилов.

### 1811 год
В начале 1811 года по случаю усиления наших войск на западной границе, стоит с полком на р. Днестре в м. Жванец.
30.5.1811 Сазонова назначили шефом 40-го егерского полка 24 дивизии 6 корпуса 1 армии.
Полк Сазонова совместно с 19-м егерским образовал известную по своим заслугам егерскую бригаду полковника Вуича.

### Отечественная война 1812 года
С открытием кампании 1812 года 6 корпус Дохтурова у м. Лиды движением масс Наполеона вразрез русских армий рисковал быть отрезанным, но, собравшись 15 июня (27 июня) у Ольшан, искусным движением и необычайной быстротой марша, доведенного до 42 вёрст в сутки, исполненного бок о бок с французскими отрядами Даву, Мюрата, вышел из необычайных затруднений и присоединился к 1-й армии. В составе её Сазонов со своим полком постепенно переходил через Дриссу, Полоцк и Витебск, где поступил в арьергард графа Палена. В составе его Сазонов с полком храбро действовал в сражениях при Островно и при реке Лучосе, за что был награждён орденом Святой Анны 2-й степени.
Вечером 4 августа (16 августа) Сазонов с полком в составе 24-й дивизии сменяет в Смоленске войска Раевского, и рассыпанные егеря Сазонова целый день 5 августа (17 августа) прикрывают «Красненское предместье» и «Королевский бастион», причем Сазонов неоднократно бросается с ними на французов.
После Смоленска Сазонов поступает с полком в арьергард, сначала барона Розена, а потом Коновницына и с этого времени до самого Бородинского сражения несёт непрестанно трудную службу арьергарда, особенно отличившись геройской обороной Соловьёвой переправы 13 августа у р. Осьмы, где егеря держались сутки и 15-го у села Беломорского.
Подходя к Бородину, Сазонов командует отдельным отрядом, прикрывая у Колоцкого монастыря правый фланг общего арьергарда.
26 августа (7 сентября) при занятии бородинской позиции Сазонов со своим 40-й егерский полк, в составе егерской бригады Вуича, поставлен по приказанию Барклая-де-Толли полковником Монахтиным у оврага, между «Центральным курганом» и с. Бородиным, впереди 6 пехотного корпуса.
Когда французы, преследуя выбитых из Бородина гвардейских егерей, переходят здесь Колочу, то вслед за Вуичем с 19 егерским полком на 106-й французский полк бросается и Сазонов со своим 40-м и, почти уничтожив французские полки и разобрав мост у Бородина под сильным огнём с того берега, возвращается с полком к «Центральному кургану», став за ним и в резерве оборонявшей его 26-й дивизии.
Когда этот курган занят был французами, полк Сазонова был направлен в правый угол кургана. Пробежав полосу смертоносного огня, Сазонов вступает со своими егерями в жестокий рукопашный бой с расположенными здесь французами. Потеряв здесь убитой лошадь, будучи контужен, пеший Сазонов врывается в редут, выбивает противника и преследует его, но получает здесь в верхнюю челюсть рану пулею, выбившей у него несколько зубов. Но и геройский полк его несет здесь огромные потери, а молодецкое участие его в овладении курганом на глазах самого Барклая награждается присылкой последним тут же на поле боя по три солдатских георгиевских креста на каждую роту 40 егерского полка. Сам же Сазонов по непонятной причине награждается сравнительно слабо, золотой шпагой «за храбрость», уже полученной им за Аустерлиц. Только в 1814 году ему дают за 1812 год чин генерал-майора.
Раненый Сазонов не оставляет строя, ведёт полк до Москвы, а с переходом армии на Калужскую дорогу, ввиду громадных потерь в полку направлен с ним для укомплектования в Нижний Новгород, где князь Лобанов-Ростовский удерживает его для формирования резервов.

### Война шестой коалиции
Он возвращается на службу только в 1813 году командиром отдельного отряда при блокаде Модлина, тянувшейся с 13 августа 1813 года по 13 декабря 1813 года.
После падения Модлина, получив алмазы на орден Святой Анны 2-й степени, Сазонов командируется на Рейн с резервами армии, где в 1814 году его, припомнив бородинские заслуги, производят в генерал-майоры.

### В отставке
Состоя по возвращении в Россию при 13-й дивизии, Сазонов в 1815 году назначается командиром 3-й бригады 11-й дивизии.
Но многочисленные контузии и раны заставили его через год после возвращения в Россию проситься в отставку, которую он и получил 20 февраля 1816 года с мундиром и полной пенсией.
Спустя 23 года Сазонов снова надел генеральский мундир и был участником торжеств 1839 года на Бородинском поле, когда на Центральной высоте, на том самом месте, где сражались егеря Сазонова, был открыт главный памятник героям Бородина.

## Награды
- Золотое оружие «За храбрость» за отличия в битве под Аустерлицем (1806).
- Орден Святого Владимира 4-й степени с бантом (1807).
- Бриллиантовый перстень (1809).
- Орден Святой Анны 2-й степени (1812).
- Золотое оружие «За храбрость» за Бородинское сражение (1812).
- Орден Святой Анны 2-й степени с алмазами за осаду крепости Модлин (1813).

## Семья
- отец: Сазонов, Василий Иванович — надворный советник.
- Дети: Дмитрий, Мария.